# Cândido Mendes
Cândido Mendes  (Río de Janeiro, Brasil, 3 de junio de 1928 - Río de Janeiro, 17 de febrero de 2022) fue un académico, profesor, abogado, sociólogo, científico político y ensayista brasileño. Fue también el presidente de la Universidad Cândido Mendes. 
Doctor en Derecho por la Universidad Federal de Río de Janeiro, ejerció como profesor universitario desde 1951 en diferentes universidades de Brasil y también del extranjero (Nueva York, Stanford, Princeton y Columbia, entre otras). Ostentó diferentes cargos en instituciones internacionales, entre ellos formar parte de la comisión de la Alianza para las Civilizaciones de las Naciones Unidas y ser miembro del Consejo Internacional de Ciencias Sociales de la UNESCO. Fue secretario general de la Academia de la Latinidad.

## Obra
- Beyond populism. Del castellano × L. Gray Cowan. State University of New York Press, Albany N.Y. 1977, ISBN 0873958039.

- Contestation et développement en amérique latine. Presses Universitaires de France, París 1979, ISBN 213035761X.

- Memento dos Vivos: a esquerda católica no Brasil. Tempo Brasileiro, Río de Janeiro 1966.

- Nacionalismo e desenvolvimento. Instituto Brasileiro de Estudos Afro-Asiáticos, Río de Janeiro 1963.

- Lula et l’Autre Brésil. Institut des hautes études de l'Amérique latine, París 2003, ISBN 2915310017.

- Collor: anos luz, ano zero. Editora Nova Fronteira, Río de Janeiro 1993, ISBN 8520904750.

- A democracia desperdiçada: poder e imaginário social. Editora Nova Fronteira, Río de Janeiro 1992, ISBN 8520902863.

- O Senador do Império Cândido Mendes de Almeida (1818-1881). Río de Janeiro 1943.

### Cuentos, ensayos, conferencias.
- Latinité et Modernisation Islamique. Educam, Río de Janeiro 2002. (online PDF).

- Bento XVI no Brasil: Secularização e Relevância da Igreja. Educam, Río de Janeiro 2007, ISBN 9788572610377.

- Le défi de la différence: Entretiens sur la latinité. Candido Mendes; Francois L'Yvonnet. Albin Michel, París 2006, ISBN 2226171061.

- Le Mythe du développement. Cornelius Castoriadis; Candido Mendès. Seuil, París 1977, ISBN 2020047039.

- Ecological Disorder in Amazonia. Leszek A. Kosiński; José Augusto Pádua; Candido Mendes. Unesco, París 1992.

- Montoro e o Brasil Maior. Candido Mendes in: Ensaios em homenagem a Franco Montoro: humanista e político. Lafayette Pozzoli; Carlos Aurélio Mota de Souza. Konrad-Adenauer-Stiftung; Edições Loyola; Instituto Jacques Maritain do Brasil, São Paulo 2001, ISBN 851502330X.

- Complexidade e Crise de Representação. En: Discurso e Entropia da Representação. In: Discurso e Entropia da Representação. Candido Mendes (ed.) Río de Janeiro, Editora Garamond 2003, ISBN 8576170051.

- Le Préalable au Dialogue des Civilisations: L’Universel des Droits de l’Homme. En: Hégémonie et Préemption: la Différence, Droit aux Droits. In: The Universal in Human Rights: A Precondition for a Dialogue of Cultures. Candido Mendes (ed.) Educam, Río de Janeiro 2007. (online PDF)

- Hégémonie et multiculturalisme. In: Hegemony and Multiculturalism. Candido Mendes (ed) Educam, Río de Janeiro 2004. (online PDF)

- La confrontation culturelle contemporaine: le dialogue en quête d’une dialectique. En: Dialogue des civilisations et dialectique manquée. In: La Dialectique du Dialogue: la quête de l’interculturalité. Educam, Río de Janeiro 2008.

### Artículos en revistas
- The Post-1964 Brazilian Regime: Outward Redemocratization and Inner Institutionalization. In: Government and Opposition, v. 15, Nr. 1. Candido Mendes; David E. Apter; Simon Schwartzman et al. Educam, Río de Janeiro 1979, ISSN 0017-257X.

- In Memoriam — Vieira Pinto e a Conquista da Consciência Nacional. In: Dados, v. 30, Nr. 3, Iuperj, Río de Janeiro 1987.

- Leonel Franca, a Disciplina da Verdade. In: Síntese Nova Fase, v. 20, Nr. 61, S. 163–72. J. Etienne Filho et al. Faculdade de Filosofia da Companhia de Jesus, Centro de Estudos Superiores, Belo Horizonte 1993. online PDF (enlace roto disponible en Internet Archive; véase el historial, la primera versión y la última). 26 de febrero de 2012

- A Lucidez Excessiva de Olavo. In: Dados, v. 42, Nr. 1, Iuperj, Río de Janeiro 1999.

- Celso Furtado: Fundação e Prospectiva do Desenvolvimento. In: Dados, v. 42, Nr. 1, Iuperj, Río de Janeiro 1999.

- Edmundo, seu Texto, seu Silêncio. In: Dados, v. 44, Nr. 1, Iuperj, Río de Janeiro 2001.

- Baudrillard e a Pós-Modernidade. In: Dados, v. 10, Nr. 1, Iuperj, Río de Janeiro 2007.

- Direitos Humanos Ideologia Ocidental. Revista Jurídica Consulex, Jahrgang XIII, Nr. 295, Brasília 30. abril de 2009.

## Literatura
Candido Mendes : o perfil e o recado : (homenagem nos seus 70 anos). Tarcísio Meirelles Padilha. Río de Janeiro : Educam, 2004, en inglés, castellano ISBN 9788572610339